# نیکی رومرو
نیک رُت‌وییل (زادهٔ ۶ ژانویهٔ ۱۹۸۹)، با نام هنری نیکی رومرو، دی‌جی و تهیّه‌کنندهٔ موسیقی هلندی است. او صاحب لیبل موسیقی و پادکست رادیویی پروتکل رکوردز است.